# 豪恩斯洛中央站
豪恩斯洛中央站（英語：Hounslow Central tube station）是倫敦地鐵的一個車站，位於倫敦西部豪恩斯洛。豪恩斯洛中央站是皮卡迪利線希思羅支線的車站，位於倫敦第4收費區。車站開通於1886年4月1日。

## 歷史

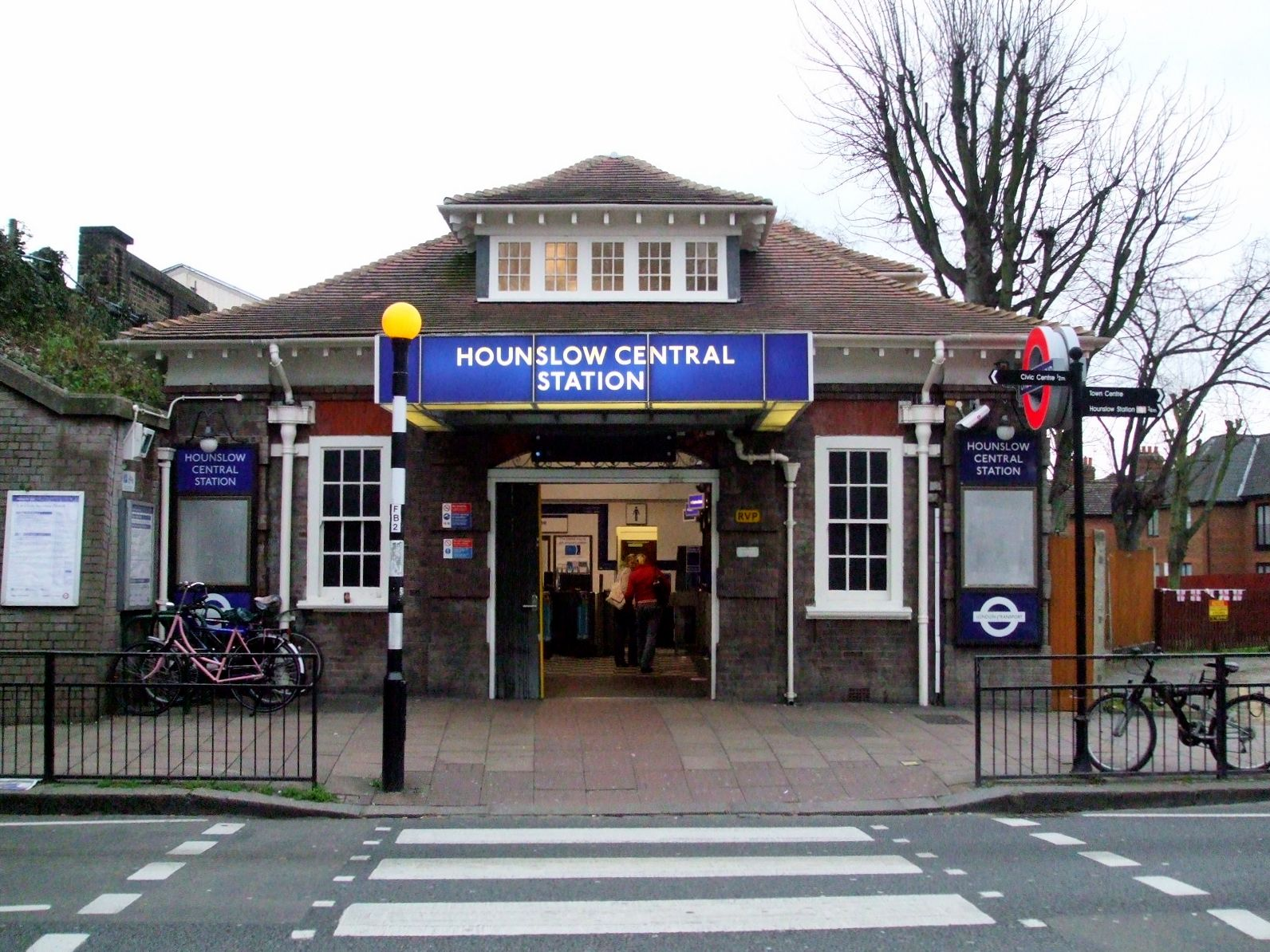
車站出入口

經過豪恩斯洛中央站的鐵路在1884年7月21日開通，由區域鐵路（今區域線）營運，是通往豪恩斯洛軍營站的一個支線。該支線以單軌鋪設，從1883年開通的豪恩斯洛鎮站從西延伸。
豪恩斯洛鎮站在1886年3月31日關閉，豪恩斯洛中央站（當時稱為希斯頓及豪恩斯洛站）在1886年4月1日啟用為代替站。
1903年豪恩斯洛鎮站重開，列車會在奧斯特利站分開，一部份前往豪恩斯洛中央及西站，餘下的前往豪恩斯洛鎮站。
區域鐵路在1903年至1905年間進行電氣化，引進電力機車取代蒸汽機車，1905年6月13日開始電力機車駛進豪恩斯洛中央站。在電氣化期間，豪恩斯洛中央與奧斯特利站之間的鐵軌關閉，當局在豪恩斯洛鎮站鋪設環形鐵軌，使列車從奧斯特利開至豪恩斯洛鎮後，會倒後開到豪恩斯洛中央及西站。1909年5月2日，豪恩斯洛中央與奧斯特利站之間的鐵軌重開，豪恩斯洛鎮站關閉。同時新的豪恩斯洛鎮站（今豪恩斯洛東）啟用，加入成為豪恩斯洛中央和奧斯特利之間的一個站。
1912年10月19日，新的豪恩斯洛中央站車站大樓落成。1925年1月25日，車站從希斯頓及豪恩斯洛更名為今日的豪恩斯洛中央站，當日重命名的車站亦包括豪恩斯洛東及西站。
皮卡迪利線在1933年3月13日把服務從北菲爾德斯站延伸至豪恩斯洛中央站，使車站同時有兩條路線提供服務。1964年10月9，區域線取消豪恩斯洛中央站。

## 接駁交通
倫敦巴士120和H20線均到達靠近地鐵站的巴士站。

## 外部連結
- . Photographic Archive. London Transport Museum.   [2016-03-01]. （原始内容存档于2014-02-11）.
  - Early view of station and bridge over Lampton Road, date unknown
  - Ticket office, 1928
  - Station building, 1935
  - View of Platforms, 1957
  - Station building, 2001